# Bloody Mary (folclor)

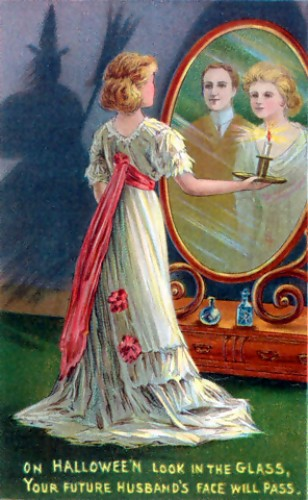
Rituale de divinație, precum cel din această carte poștală de Halloween de la începutul sec. XX, în care o femeie privește într-o oglindă dintr-o cameră întunecată pentru a putea întrezări chipul viitorului ei soț, în timp ce o vrăjitoare se ascunde în umbre, ar putea reprezenta una dintre originile legendei Bloody Mary.

În folclorul contemporan, Bloody Mary este o fantomă sau o vrăjitoare care se spune că apare în oglindă atunci când numele ei este spus de trei ori (sau de mai multe ori, în funcție de versiunea poveștii), de cele mai multe ori ca un joc la petrecerile în pijama. Alte povești similare folosesc nume ca Mary Worth, Mary Worthington, Hell Mary, Black Agnes și multe altele.

## Ritual
În cultura copiilor, „Bloody Mary” este un joc în care o fantomă cu același nume se spune că apare în oglindă atunci când este invocată. Cel mai des utilizată metodă prin care participanții încearcă să o cheme este cea în care persoana trebuie să stea în fața oglinzii pe întuneric (de cele mai multe ori în baie) și să îi repete numele de 7 ori sau de 3 ori.
Există mai multe variante ale ritualului. Unele dintre ele presupun scandarea de o sută de ori, la miezul nopții, frecându-ți ochii în timp ce te rotești, cu apa curgând, sau rostindu-i numele de 13 ori cu o lumânare aprinsă. În alte variante ale legendei persoana care o invocă trebuie să spună „Bloody Mary, ți-am omorât copilul!” („Bloody Mary, I killed your son!”)  „Ți-am omorât copilul” („I killed your baby”). În aceste variante se crede că Bloody Mary este spiritul unei mame (de multe ori văduvă) care și-a ucis copiii, sau o tânără mamă al cărui copil i-a fost furat, ceea ce a îndurerat-o profund și a împins-o la sinucidere. În poveștile în care se crede că Mary a fost acuzată pe nedrept că și-a ucis copiii, persoana care o cheamă trebuie să spună „Cred în Mary Worth” („I belive in Mary Worth”).
Acest joc este similar altuia care implică invocarea vrăjitoarei Bell în oglindă, la miezul nopții. 
De obicei, jocul este un test de curaj, deoarece se crede că dacă Bloody Mary este invocată, ea îl va omorî pe cel care a chemat-o într-un mod foarte violent, cum ar fi tăierea feței, smulgerea ochilor, îl va face să-și piardă mințile sau îl va lua cu ea în oglindă. Unele variante spun cred că dacă îi rostești numele de 13 ori într-o oglindă la miezul nopții, ea va apărea și îți va da posibilitatea să vorbești cu o persoană decedată până la ora 00:01, când Bloody Mary și persoana cu care ai cerut să vorbești vor dispărea. Alte versiuni spun că persoana care o invocă nu trebuie să o privească direct în ochi, ci să se uite la imaginea ei din oglindă; atunci ea îi va dezvălui viitorul în ceea ce privește căsătoria și copiii.
Acest ritual al invocării poate fi relaționat și cu o formă de prezicere a viitorului ce implică oglinzi și întuneric care se practica odată de Halloween. Una dintre povești spunea că tinerele femei trebuie să urce câteva trepte cu spatele, ținând într-o mână o lumânare, iar în cealaltă o oglindă, în întuneric. În timp ce ele privesc în oglindă ar putea vedea chipul viitorului lor soț sau, în cel mai rău caz, craniul Morții. Acest lucru semnifica faptul că fata respectivă va muri înainte de a se căsători.

## Incidente
În anii ’90, o americancă între două vârste, celibatară, a decis să pună capăt acestor speculații și a apelat spiritul,dorind să arate ca Blody Mary nu există. A doua zi, a fost găsită zăcând în ușa băii, cu un cuțit înfipt adânc în spate. O tânără franțuzoaică a încercat și ea efectele chemării, dar apariția din oglindă a speriat-o atât de tare încât s-a împiedicat, rupându-și un picior.

## Posibile legături istorice
În unele legende Bloody Mary este asociată cu Regina Maria I a Angliei, cunoscută în istorie drept „Maria cea sângeroasă”, datorită uciderii a câteva sute de protestanți. Viața reginei a fost marcată de câteva avorturi spontane sau sarcini false. Dacă Maria I ar fi născut un copil, acesta ar fi fondat o succesiune romano-catolică și ar fi continuat persecuțiile religioase ale mamei sale și după moartea ei. Unele speculații spun că avorturile au fost provocate. Ca urmare, unele povești spun că regina ar fi înnebunit din cauza pierderii copiilor săi.

## Vezi și
- Autohipnoza
- Bloody Mary (film), un film din 2006.
- Legenda lui Bloody Mary, un film din 2005